# سارة فرانسيس هاردي
سارة فرانسيس هاردي (بالإنجليزية: Sarah Frances Hardy)‏ هي كاتبة للأطفال وكاتِبة وفنانة أمريكية، ولدت في 28 أبريل 1969.